# Selbstdarstellung

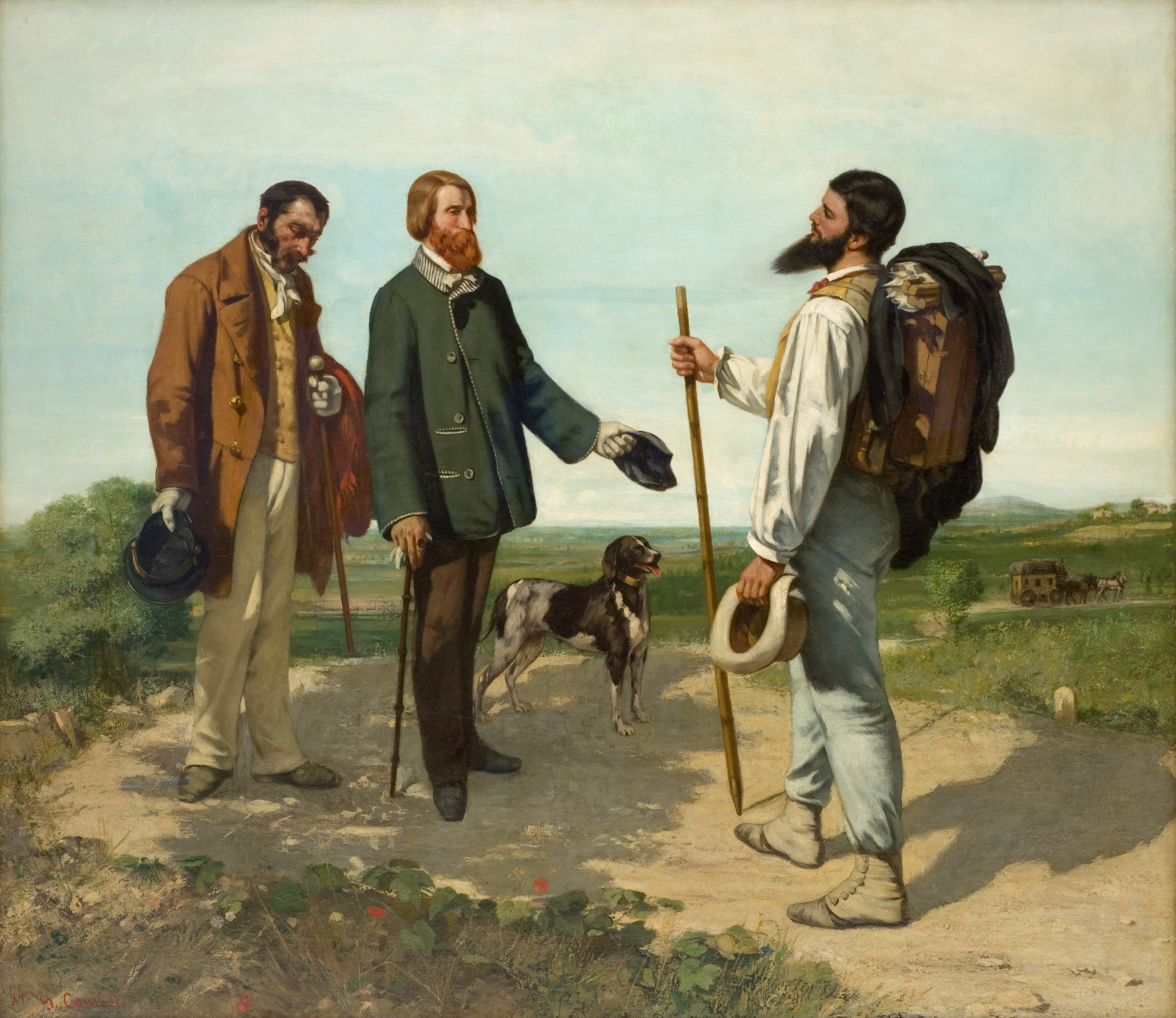
Gustave Courbet: Bonjour Monsieur Courbet, Öl auf Leinwand, 1854, Musée Fabre

Albrecht Dürer: Selbstporträt mit Landschaft, 1498, Öl auf Holz, Prado Madrid

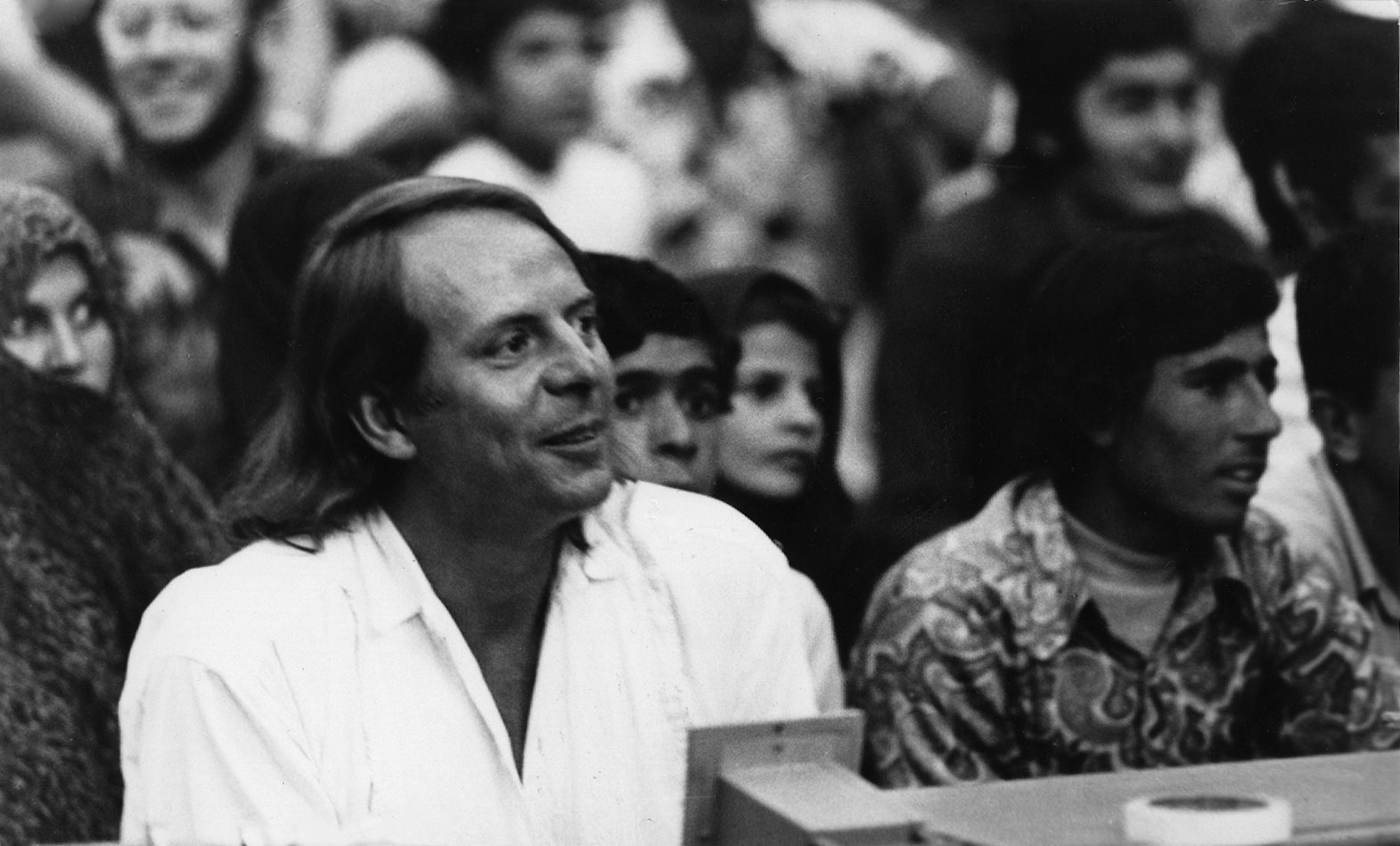
Karlheinz Stockhausen, 1972

Selbstdarstellung ist die Art und Weise, wie sich ein Selbst, ein Ich, eine Person, eine soziale Gruppe oder eine Institution anderen gegenüber darstellt. Typische Ausdrucksmittel der Selbstdarstellung sind Sprachform, nonverbales Verhalten (Körpersprache) sowie unmittelbares oder medial vermitteltes ästhetisches Erscheinungsbild. Der Begriff findet Anwendung auf den Gebieten Soziologie, Biologie, Kunst, Literatur, Sozialpsychologie sowie im Bereich des Marketing. Eine Inszenierungsstrategie, um ein bestimmtes Ansehen bei anderen herzustellen. Ziel der Inszenierung:  ein erwünschtes Selbst mit der wesentlichen Funktion, den sozialen Einfluss zu vergrößern. Daher steuern, beeinflussen und kontrollieren Individuen in sozialen Interaktionen den Eindruck, den sie auf andere Personen machen. Typische Medien der Selbstdarstellung sind die inhaltliche Gestaltung von Aussagen, gleichermaßen auch das nonverbale Verhalten und das Erscheinungsbild.
Mit Rückgriff auf Franz Dornseiff schlägt das Wortschatzportal der Universität Leipzig vor, den Begriff in zwei Bedeutungen zu unterscheiden. Bei Dornseiff sei er sowohl unter dem Begriff der Freiheit als auch der Eitelkeit verschlagwortet.

## Semantik des Begriffs
Selbstdarstellung ist eine Wortkombination aus Selbst, dem Begriff für „das seiner selbst bewusste Ich“ und aus Darstellung, dem Begriff für die „Gestaltung einer Rolle auf der Bühne“.

## Ursprung des Begriffs
Der Begriff ist inhaltlich auf den kanadisch-amerikanischen Soziologen Erving Goffman zurückzuführen, einen „der einflussreichsten Soziologen im zwanzigsten Jahrhundert“, dessen 1956 erschienenes Werk The Presentation of Self in Everyday Life heißt und auf Deutsch unter dem vom Autor akzeptierten Titel Wir alle spielen Theater erschienen ist. Dem „Present of Self“ im Original wurde in der deutschen Übersetzung mit der Wortkombination Selbstdarstellung entsprochen. Sie hat sich von da an eingebürgert.

## In der Soziologie
So fand der Begriff Eingang in den wissenschaftlichen Diskurs Deutschlands. Goffman geht von der Annahme aus, dass eine Person,  sobald sie sich anderen Personen präsentiert –  Selbstdarstellung betreibt – existenzielles Interesse daran hat, den Eindruck, den sie dabei abgibt, nach Möglichkeit zu kontrollieren.
Zum besseren Verständnis seines theoretischen Konzeptes verwendet Goffman die Metapher »Theater«, sieht den Unterschied zwischen Bühne und Leben allerdings als erheblich an: „Auf der Bühne werden Dinge vorgetäuscht. Im Leben hingegen werden höchstwahrscheinlich Dinge dargestellt, die echt, dabei aber nur unzureichend erprobt sind.“
Selbstdarstellung ist daher nicht etwa, wie sie so oft missverstanden worden ist und noch wird, die bewusste Vorspiegelung falscher Tatsachen, sondern ein Habitus zur „Aufrechterhaltung ausdrucksvoller Identifizierbarkeit“ die einer Person mal besser, mal weniger gut gelingt und auf erneutes 'Proben' angewiesen ist.

## In der Biologie
Spätestens seit den 1970er Jahren ist Selbstdarstellung zum zentralen Begriff in der philosophischen Biologie und  Anthropologie von Adolf Portmann geworden. Er versteht darunter den (wertneutralen) Selbstausdruck der „Innerlichkeit“ von Lebewesen, genauer den „Ausdruck einer inneren Wesenheit des Organismus“. Bei Portmann rangiert Selbstdarstellung als das zentrale Motiv lebendiger Formbildung und steht für die Tatsache, dass „ein lebendiges Wesen, Tier oder Pflanze, nicht nur Stoffwechsel treibt und als ein Gefüge von lebenserhaltenden Strukturen zu erklären ist, sondern dass der Organismus über das bloße Fristen des Lebens hinaus, über alles Notwendige hinaus, eine Form aufbaut, welche das Besondere dieser Art darstellt.“

## In Literatur und Kunst

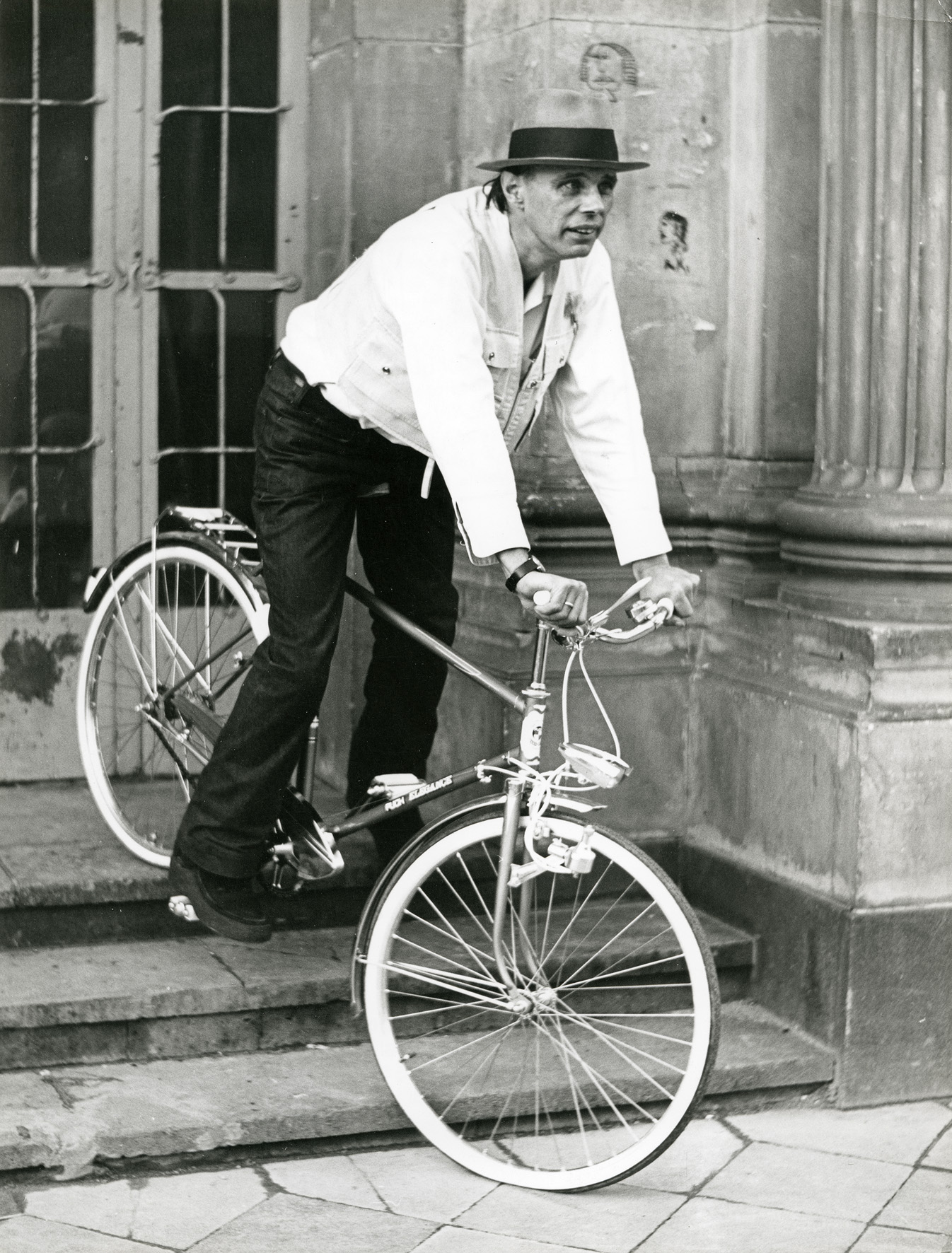
Selbstdarsteller Joseph Beuys

Während sich Begriffe wie Selbstbewusstsein und Selbsterkenntnis auf innere, kognitive und kreative Prozesse einer Person beziehen, bezieht sich die Wortkombination Selbstdarstellung darauf, sich selbst durch mediale Ausdrucksmittel und ihre Gestaltung nach außen hin zu inszenieren: im Medium von Autobiographie und Selbstbildnis.
Entscheidendes Ereignis für die öffentliche Anerkennung des Begriffs  als ernstzunehmender Kategorie war die von Wulf Herzogenrath veranstaltete Reihe Selbstdarstellung im Kunstring Folkwang 1971, an der vierzehn so unterschiedliche Künstler wie Joseph Beuys, HAP Grieshaber, Hans Haacke, Erwin Heerich, Alfred Hrdlicka, Heinz Mack, Frei Otto, Otto Piene, Karlheinz Stockhausen, Günther Uecker, Timm Ulrichs, Konrad Wachsmann, Stefan Wewerka und Ludwig Wilding teilnahmen.
Die Reihe wurde am 14. April 1971 mit Günther Uecker eröffnet und am 6. Dezember 1972 mit Timm Ulrichs beendet.
Sämtlichen „Künstlern war es freigestellt, die Form der Selbstdarstellung zu wählen.“
Während beispielsweise Karlheinz Stockhausen Partien aus seinem Werk Klänge per Tonband vorspielte und kommentierte, leistete Joseph Beuys, unterstützt mit Diaprojektionen einiger seiner wichtigsten Werke, die Selbstdarstellung in Form freier Rede ab, indem er auf gezielte Fragen mal knapper, mal ausschweifender antwortete.
Unter den Künstlern sind es vor allen anderen Beuys und Andy Warhol gewesen, die sich „zu Ikonen, Idolen, Gurus und Marken [stilisierten]: gekonnt inszenierte Ego-Shows im beginnenden Medienzeitalter“.

## In der Sozialpsychologie
Anfang der 1990er Jahre wird der Begriff  in die Sozialpsychologie übernommen, was in der deutschsprachigen Wissenschaft eng mit der Arbeit von Hans Dieter Mummendey und seiner Psychologie der Selbstdarstellung verbunden ist. Er greift die Idee der Inszenierung auf und geht von einer Inszenierungsstrategie aus, mit der eine Person ein bestimmtes Ansehen über sich bei anderen Personen hervorzurufen sucht. Ziel der Inszenierung sei ein „erwünschtes Selbst“ mit der wesentlichen Funktion, den sozialen Einfluss zu vergrößern und den Eindruck, der auf andere Personen gemacht wird, zu steuern, zu beeinflussen und zu kontrollieren.

## Im Marketing
Dass die Begriffe Selbstdarstellung und Selbstdarsteller bei uns oft eher abfällig gebraucht und verstanden werden, geht auf das Konto des Impression-Management, das den Goffman’schen Ansatz instrumentalisiert und auf den Gesichtspunkt von Verkäuflichkeit zurechtstutzt. Der Eindruck auf andere soll mit Hilfe verschiedener „Selbstdarstellungstaktiken“ gezielt manipuliert werden.
Von Goffmans Position, die soziale Rolle der Selbstdarstellung „nicht nur gut, sondern auch fair zu spielen“ sind solche Ansätze weit entfernt.

## Im Internet
Viele Nutzer beschönigen auf sozialen Netzwerkseiten, vor allem bei Datingportalen, ihr Profil in Bezug auf ihr Alter, ihre Größe und ihr Gewicht, obwohl sie bei Befragungen angeben, dass ihr Profil der Wahrheit entspricht. Dadurch erhoffen sich die User mehr Aufmerksamkeit von potenziellen Partnern. Je mehr Freunde das Profil kennen, desto genauere Angaben macht der Nutzer.

## Humblebrag
Der amerikanische Komiker Harris Wittels prägte 2010 den Begriff „humblebrag“ („bescheiden angeben“, „tiefstapeln“), mit dem er eine Strategie der Selbstdarstellung in den Sozialen Medien als scheinheilig kritisierte, die durch eine Beschwerde oder eine betont bescheidene Aussage erreicht wird. Der Begriff fand in den 2010er Jahren auch im deutschen Sprachraum Verbreitung.